# Moynaq
Moynaq (IPA: [mojˈnaq]; másképp: Muynaq, Mo‘ynoq, Muynak, Муйнак; karakalpakul Moynaq, Мойнақ) város Üzbegisztán területén, a kiszáradt Aral-tó egykori partján. A tó kiszáradása miatt az 1980-as évektől kezdődően egyre nagyobb számban  hagyták el lakosai. Napjainkban már csak néhány ezren lakják. Egykori partján egy emlékművet emeltek a kiszáradt tó emlékére.

## Története
Egykoron Üzbegisztán egyik virágzó halásztelepülése volt, több tízezer lakossal. Mivel a város életének meghatározó iparága a halászat volt, az Aral-tó fokozatos kiszáradása miatt az itt lakók nagy része munkanélkülivé vált és a kilátástalanság miatt elköltözött. 1993-ban, amikor már 40 km-rel beljebb esett a partszakasz még mindig halkonzerveket gyártottak a településen. A város fő turisztikai látványossága az Aral-tó egykori, mára kiszáradt medrében álló rozsdás hajóroncsok, a „hajók a sivatagban”.